# Asura semifascia
Asura semifascia là một loài bướm đêm thuộc phân họ Arctiinae, họ Erebidae.